# Bataille de Meximieux
Seconde Guerre mondiale
Batailles
2e campagne de France
- Corse
- Limousin
- Ain et Haut-Jura
- Les Glières
- Ascq
- Division Brehmer
- Mont Mouchet
- Opérations SAS en Bretagne
- Bataille de Normandie
- Guéret
- Brigade Jesser
- Cornil
- 1er Tulle
- 2e Tulle
- Argenton-sur-Creuse
- Oradour-sur-Glane
- 1er Ussel
- Saint-Marcel
- Saffré
- Mont Gargan
- Vercors
- Penguerec
- Lioran
- Égletons
- 2e Ussel
- Débarquement de Provence
- Port-Cros
- La Ciotat
- Toulon
- Martigues
- Marseille
- Nice
- Rennes
- Saint-Malo
- Brest
- Paris
- Mont-de-Marsan
- Montélimar
- Maillé
- Écueillé
- La Saulx
- Meximieux
- Nancy
- Colonne Elster
- Dunkerque
- Arracourt
- Saint-Nazaire
- Lorient
- Metz
- Royan et de la pointe de Grave
- Campagne de Lorraine
- Colmar

Front d'Europe de l'Ouest
Front d'Europe de l'Est
Campagnes d'Afrique, du Moyen-Orient et de Méditerranée
Bataille de l'Atlantique
Guerre du Pacifique
Guerre sino-japonaise
La bataille de Meximieux est un engagement de la Seconde Guerre mondiale des forces des États-Unis, des maquis de l'Ain et du Camp Didier tentant de gêner la retraite des unités allemandes remontant la vallée du Rhône. La bataille s'est produite à Meximieux ainsi que dans les alentours de cette ville, du 31 août au 2 septembre 1944. Elle a opposé des forces alliées à la 11e Panzerdivision allemande. Cette dernière, malgré l'échec de sa contre-offensive pour reprendre Meximieux aux Alliés, remplit son objectif de bloquer durant deux jours les troupes américaines pour permettre le repli de bataillons allemands au nord de Lyon.

## Déroulement de la bataille

### 30 août 1944

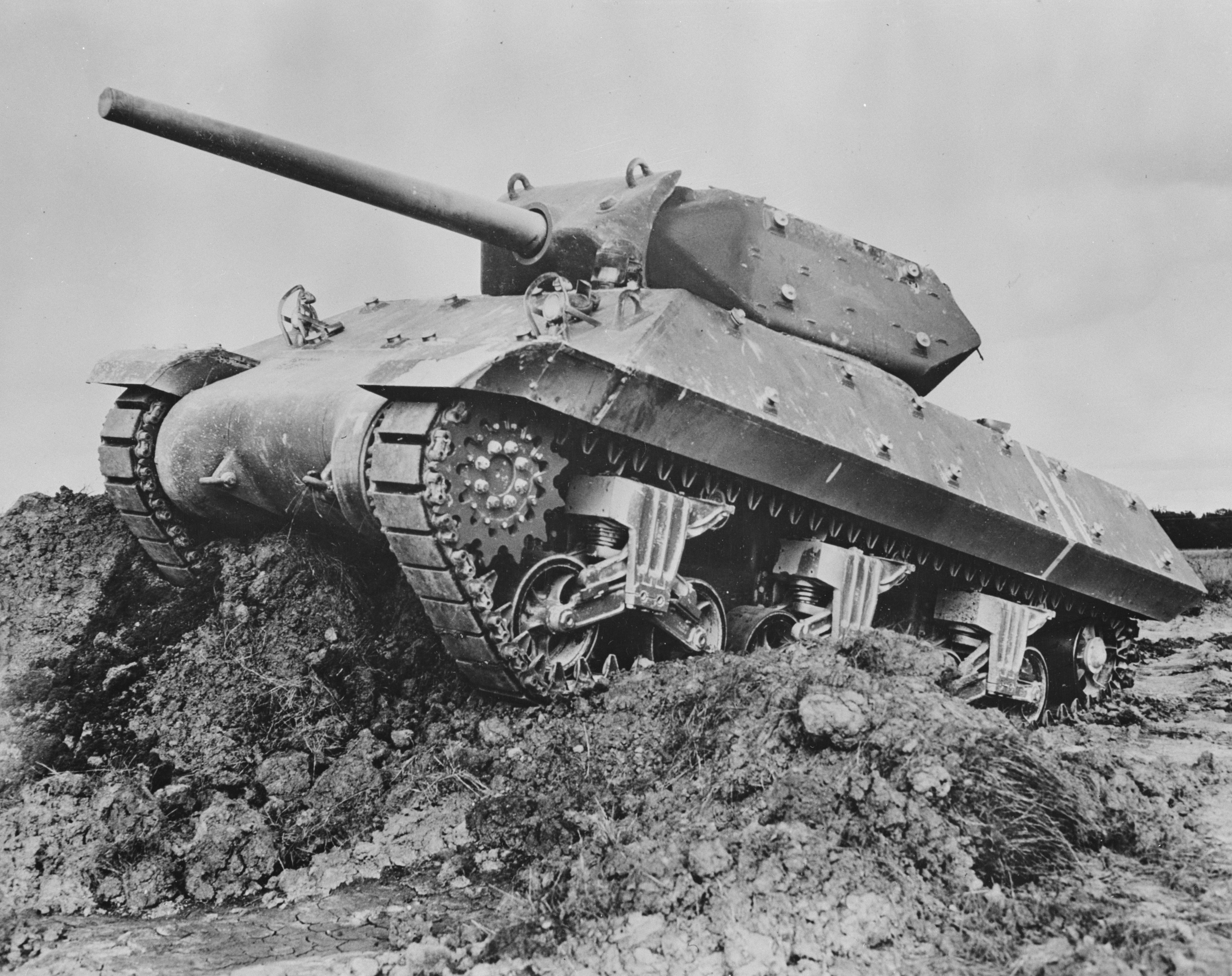
Un M10 en 1943.

Le 30 août 1944, une avant-garde dirigée par le colonel Murphy et appartenant à la 45e division d'infanterie arrive à Meximieux, ville désertée par les Allemands depuis plusieurs jours. L'objectif de cette avant-garde est de permettre à l'armée américaine, qui a débarqué en Provence quelques semaines auparavant, de bloquer la retraite allemande aux environs de Mâcon. Des tanks de la 11e Panzerdivision se positionnent alors près de Montluel et à proximité du camp de La Valbonne. Le commandement allemand décide de séparer la division en deux groupes d'attaque :
- le premier groupe partirait de Dagneux, tenterait de prendre La Valbonne et le camp militaire avant de repartir direction Nord-Ouest sur Meximieux ;
- le second groupe serait chargé de reprendre le village de Béligneux où une guérilla oppose les Allemands à des maquisards du camp Didier.

À Meximieux, le colonel Murphy installe un PC au petit séminaire en vue du combat contre les Allemands qui semble inéluctable. De son côté, le Lieutenant-colonel Michael S. Davison installe des chars M10 autour de Meximieux et autour de Charnoz-sur-Ain en prévision d'une bataille défensive.

### 31 août 1944

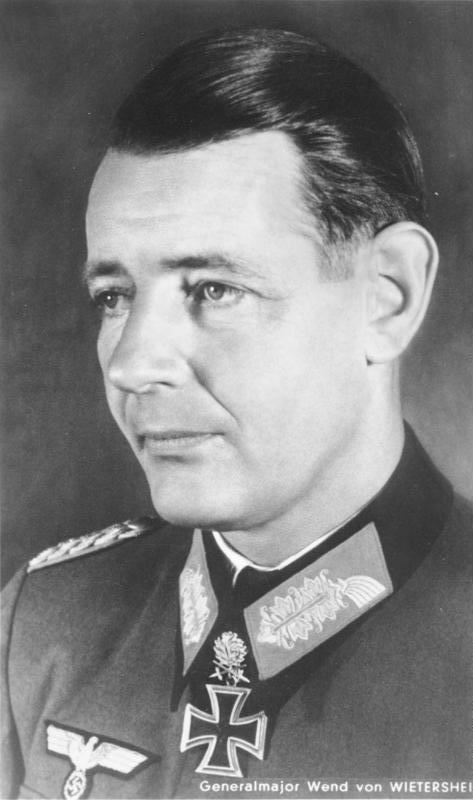
Wend von Wietersheim en 1944.

Les Allemands lancent finalement trois groupes d'attaque le 31 août :
- le Kampfgruppe Bode sur Chalamont et Versailleux ;
- le Kampfgruppe Müller sur Béligneux et Bourg-Saint-Christophe ;
- le Kampfgruppe Kilp sur La Valbonne.

Les affrontements entre le Kampfgruppe Kilp, d'une part, et les américains et la compagnie Giraud (du nom du Lieutenant Roger Giraud), d'autre part, des maquis de l'Ain débutent dans la nuit du 30 au 31. La journée du 31 août voit de nombreuses pertes en hommes et en matériel chez les Allemands, notamment à cause des tirs d'obus effectués par les américains depuis le pont de Port-Galland. Devant ce revers, le Kommandeur von Wietersheim qui est à la tête de la 11e Panzerdivision, décide de demander de l'aide au Major Bödicker positionné à Crépieux-la-Pape, pour obtenir des renforts. Il obtient ainsi l'aide d'un Kampfgruppe supplémentaire dont la mission est de bloquer immédiatement les accès aux deux ponts tenus par les américains, qui enjambent la rivière d'Ain : le pont de Port-Galland et le pont de Chazey. Ce Kampfgruppe se dirige vers la région de Meximieux et choisit de se camoufler dans des bois entre La Boisse et Balan pour passer la nuit.

### 1eret 2 septembre 1944

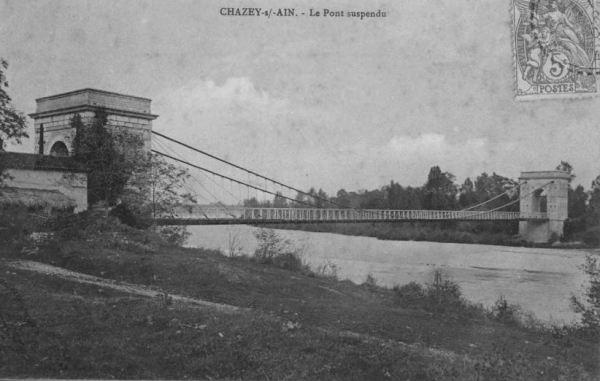
Le pont suspendu de Chazey, détruit au matin du 1er septembre, par les Allemands.

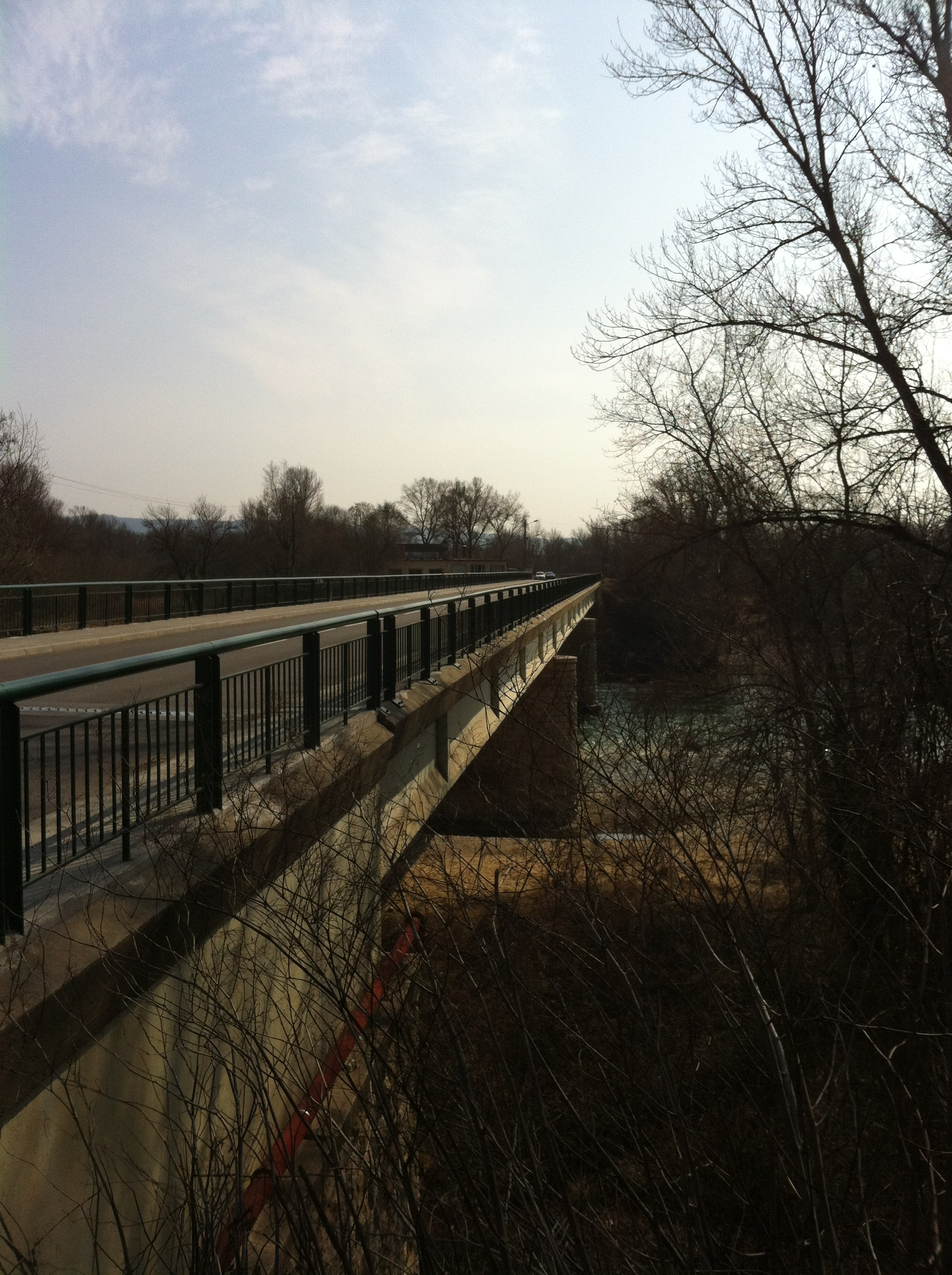
Le pont de Port-Galland en mars 2012.

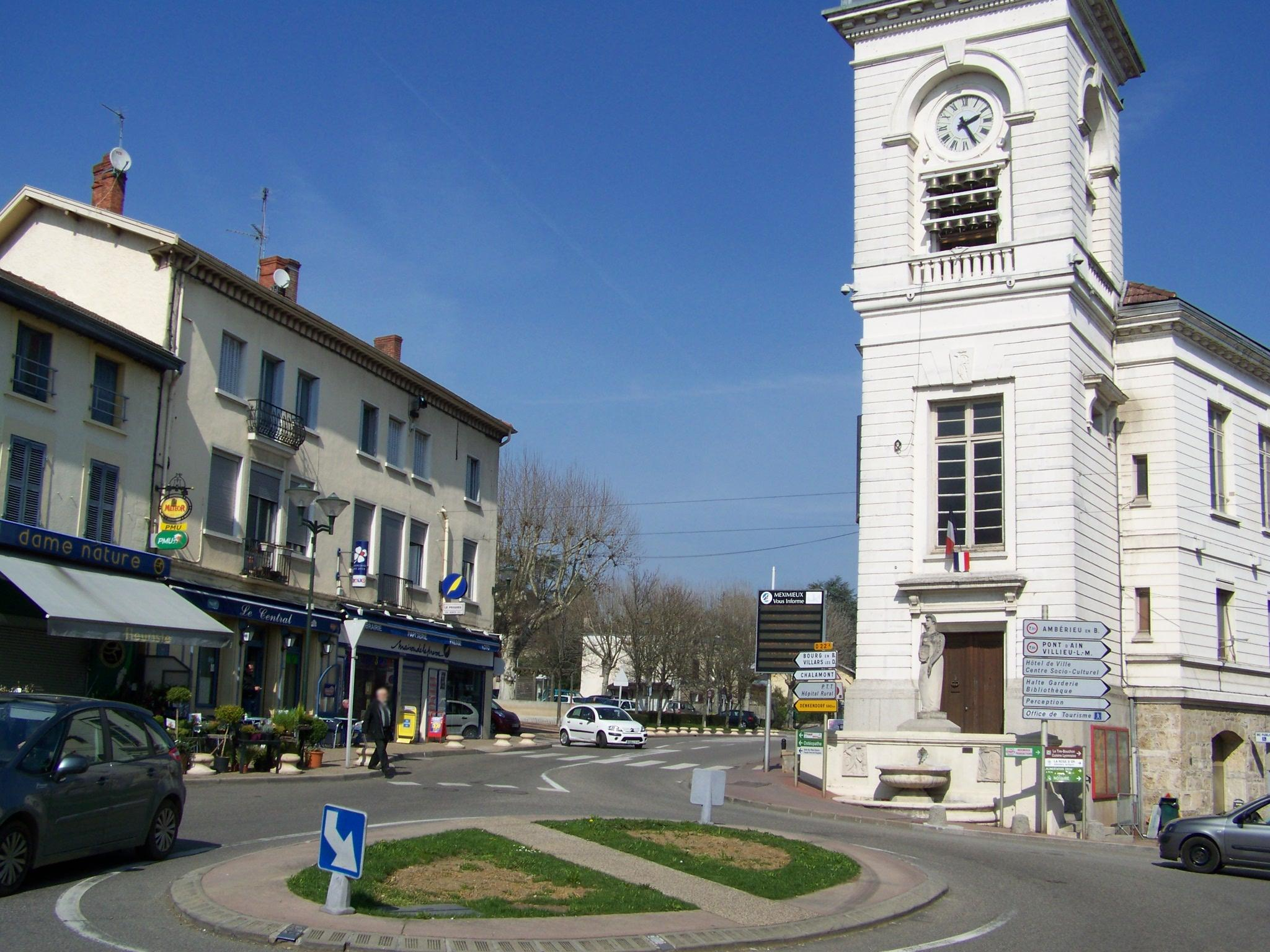
Le beffroi de ce qui était alors l'hôtel de ville (photographié ici en mars 2011).

Au petit matin, le Kampfgruppe attaque le pont de Chazey, le prend aux Américains et le dynamite à 6 h du matin,,. Cette destruction rend d'autant plus stratégique le pont de Port-Galland qui devient le seul accès entre la Dombes et la plaine de l'Ain. La colonne allemande Bödicker se dirige donc vers le lieu-dit de Port-Galland, hameau de Saint-Maurice-de-Gourdans, en longeant la rivière d'Ain. Saint-Maurice-de-Gourdans est alors le théâtre de violents combats : on déplore dans le village au moins une victime civile et de nombreux dégâts matériels. Au cours de la matinée, les Allemands tentent une première fois de prendre le pont de Port-Galland sans y parvenir. Les combats se déplacent à Port-Galland même où de nombreuses maisons du hameau sont détruites. La compagnie Martin des maquis de l'Ain participe également à la défense du pont. Renonçant à prendre le pont, le Kampfgruppe Bödicker se positionne alors au sud de La Valbonne. Après coordination avec deux autres Kampfgruppe (Müller et Kilp), l'ensemble des trois colonnes entreprend de prendre le camp de La Valbonne avant d'attaquer Meximieux. La Valbonne est encerclée à 10 h 30 et la compagnie Colin des FFI est bloquée dans sa retraite vers Meximieux, sur la route nationale. Si trois tanks Destroyer parviennent à rallier Meximieux, les pertes sont lourdes pour les alliés : sur 193 soldats américains combattant à La Valbonne, 160 sont faits prisonniers et neuf sont tués. La bataille se recentre alors sur la ville de Meximieux où se concentre l'ensemble des forces américaines et françaises. Du côté allemand, les Panzers Panther ainsi que les véhicules chenillés se dirigent tous vers Meximieux : ils prennent position au sud de la ville vers 12 h. Vers 12 h 30, les Allemands tentent une première offensive pour prendre le sud de la ville, c'est-à-dire le quartier de la gare. La bataille fait rage jusqu'à environ 18 h : plusieurs tanks allemands sont détruits (notamment au lieu-dit La Prairie). Les Allemands attaquent par le sud (un camp de base est situé à Rapan 45° 53′ 05″ N, 5° 10′ 08″ E, au lieu-dit de Pérouges situé à 3 km de Meximieux) mais également par le nord. À Meximieux, le colonel Murphy basé au petit séminaire, n'a que deux chasseurs de chars à sa disposition pour défendre la ville. Par contre, il bénéficie de la vue sur la plaine de l'Ain depuis le beffroi de ce qui était alors l'hôtel de ville : il obtient ainsi de précieuses informations sur les déplacements allemands. En fin d'après-midi, les Allemands ont pris le nord de la ville et tentent toujours de prendre la ville par le sud. À la suite de la prise du château de Meximieux, les combats se poursuivent au corps à corps dans la ville. Les Allemands tentent pendant la nuit de prendre le petit séminaire défendu par le capitaine Colin, sans y parvenir.
Le 2 septembre 1944, vers 3 h du matin, les combattants alliés apprennent que les Allemands s'en vont,. Si d'un point de vue militaire, cela constitue évidemment une victoire alliée, d'un point de vue stratégique, la 11e Panzerdivision a réussi à ralentir l'avancée de la 45e division d'infanterie qui aurait été à même d'entraver la retraite allemande au nord de Lyon.

## Hommages

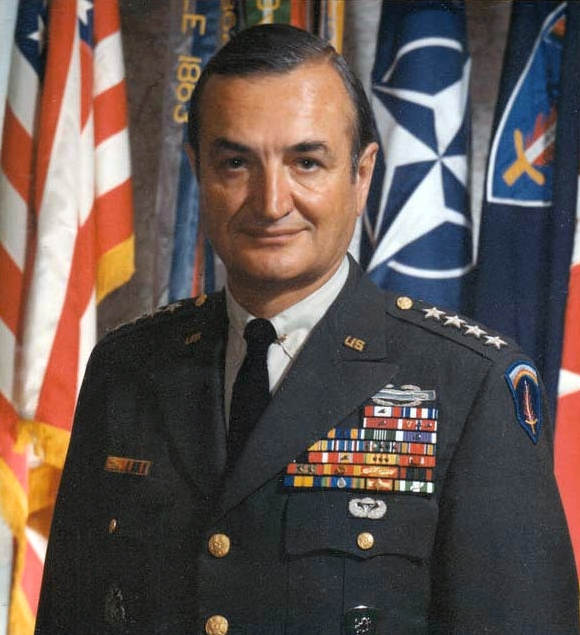
Michael S. Davison, en 1971-1975 (il est alors Général).

La commune de Meximieux est l'une des rares collectivités territoriales de France (elles sont dix-sept au total) à avoir reçu la médaille de la Résistance (attribuée le 22 septembre 1945).
Le lieutenant-colonel (qui deviendra Général par la suite) Michael S. Davison est fait citoyen d'honneur de Meximieux, ville dont une rue porte son nom. Une stèle célèbre à Meximieux, les maquisards tués au cours des combats. Il y a une place du Lieutenant Giraud à Meximieux.
Fin août début septembre 2014, trois jours de commémoration sont organisés à Meximieux pour les 70 ans de la bataille.